# Academic Free License
Academic Free License (AFL) — лицензия на свободное программное обеспечение созданная Lawrence E. Rosen в Open Source Initiative (OSI) в 2002 году Apache Software Foundation.

## Преимущества
Лицензия аналогична BSD, MIT, UoI/NCSA и Apache License; но была написана, чтобы исправить проблемы этих лицензий:
- Поясняет, что авторские права сохраняются.
- Включает в себя полный пакет авторских прав на ПО.
- Содержит патентный грант.
- Поясняет, что не передаёт прав на товарные знаки.
- Гарантирует, что у лицензирущего либо имеются авторские права на данное ПО, либо он распространяет ПО по лицензии.
- Лицензия сама охраняется авторским правом с возможностью копирования и распространения без изменений.

## История
Фонд Свободного Программного Обеспечения указывает на несовместимость лицензии вплоть до версии 3.0 с лицензией GNU GPL. Однако, Эрик Реймонд (сооснователь OSI) отмечает, что AFI 3.0 совместима с GNU GPL. В конце 2002 года, рабочая группа OSI отметила «лучшую практику» эту лицензию. В середине 2006 года комитет OSI отметил лицензию излишней, когда существуют аналогичные и более популярные (например, Apache Software License второй верии).